# Narit Taweekul
Narit Taweekul (en tailandés: นริศ ทวีกุล, provincia de Nakhon Phanom, Tailandia, 30 de octubre de 1983) es un exfutbolista de Tailandia que jugaba en la posición de guardameta.

## Carrera

### Club
| Periodo   | Club                    | Apariciones | Goles |
| --------- | ----------------------- | ----------- | ----- |
| 2002-2005 | Tobacco Monopoly        | 41          | 0     |
| 2006      | BEC Tero Sasana         | 16          | 0     |
| 2007–2008 | TTM Phichit             | 52          | 0     |
| 2009–2012 | Pattaya United          | 98          | 1     |
| 2013–2019 | BG Pathum United        | 152         | 0     |
| 2019      | → Chiangmai FC (cedido) | 9           | 0     |
| 2020–2021 | Khonkaen FC             | 31          | 0     |
| 2021–2022 | Navy FC                 | 7           | 0     |

### Selección nacional
Jugó para Tailandia en tres ocasiones de 2004 a 2013, participó en la Copa Asiática 2007 y en los Juegos Asiáticos de 2006.

## Logros

### Club
- Thai Premier League: 2004-05
- Thai FA Cup: 2014

### Selección nacional
- Juegos del Sudeste Asiático: 2005

### Individual
- Futbolista del Mes de la Liga de Tailandia: julio de 2013[2]
- Guardameta Tailandés del Año: 2013